# Steve Williams (Ruderer)

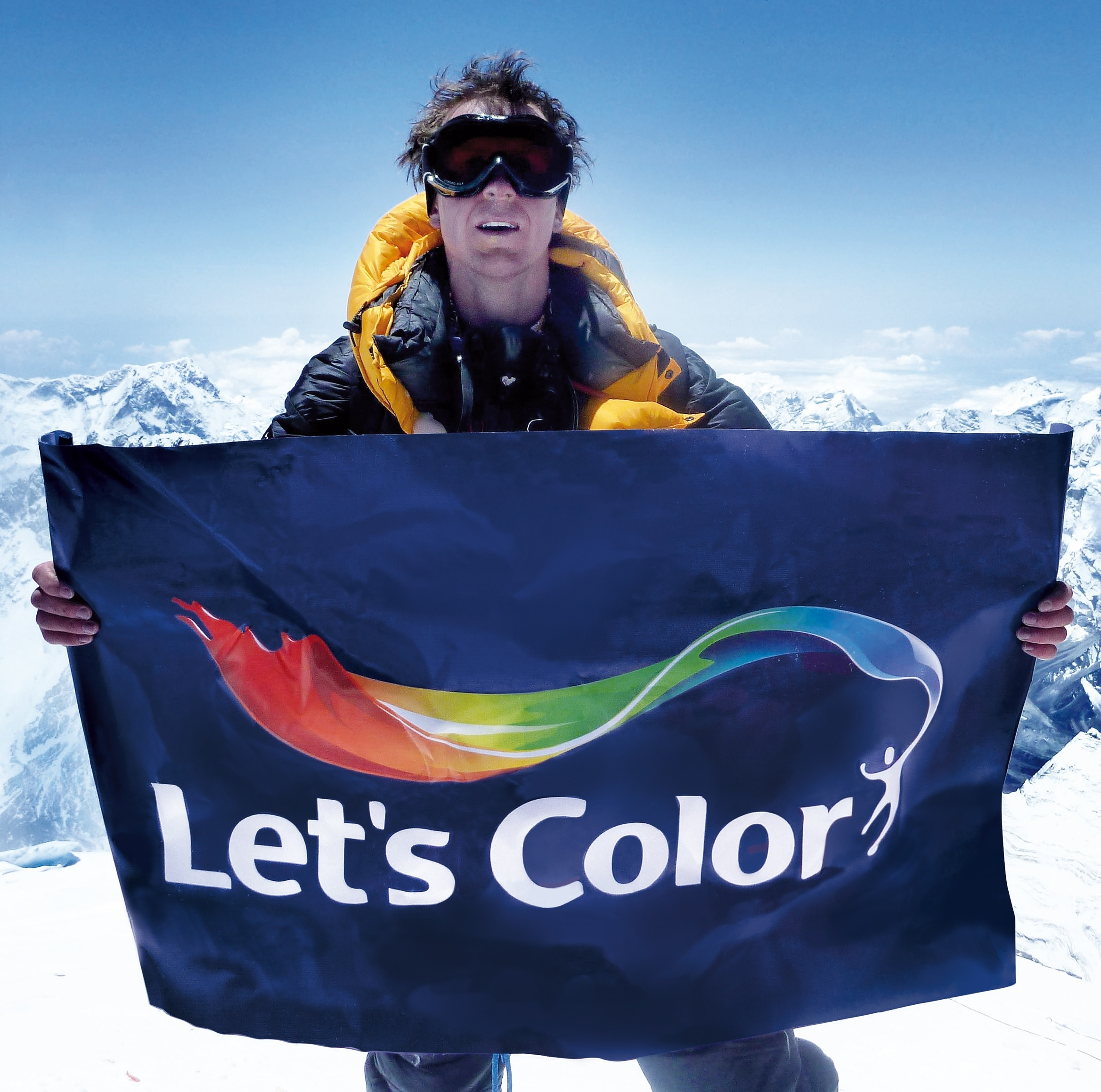
Steve Williams

Stephen „Steve“ David Williams (* 15. April 1976 in Leamington Spa) ist ein ehemaliger britischer Ruderer, der 2004 und 2008 olympisches Gold im Vierer ohne Steuermann gewann.
Steve Williams begann 1989 in Bath mit dem Rudersport und setzte seine sportliche Laufbahn während des Studiums an der Oxford Brookes University fort. 1997 nahm er an den U23-Weltmeisterschaften teil und belegte dort den fünften Platz im Vierer mit Steuermann. Seit 1998 gehört Williams zur britischen Nationalmannschaft. Nach zwei Finalplatzierungen bei den Ruder-Weltmeisterschaften 1998 und 1999 verpasste Williams die Olympiateilnahme 2000. Stattdessen nahm er mit dem Vierer mit Steuermann an den Weltmeisterschaften für die nichtolympischen Bootsklassen teil und gewann seinen ersten Weltmeistertitel. Im Jahr darauf wechselten aus diesem Boot Williams, Rick Dunn und Toby Garbett in den Vierer ohne Steuermann und wurden hier zusammen mit Ed Coode Weltmeister. 2002 und 2003 wurden die drei mit Josh West statt Ed Coode jeweils Weltmeisterschaftszweite hinter dem deutschen Boot (2002) und dem kanadischen Boot (2003). Für die Olympischen Spiele in Athen wurde der Vierer umbesetzt. Zusammen mit Matthew Pinsent, James Cracknell und Ed Coode gewann Williams nach einem extrem knappen Rennen Gold vor den Kanadiern.
Nach dem Rücktritt von Pinsent wurde der Vierer erneut neu besetzt und trat ab 2005 mit Andrew Triggs Hodge, Alex Partridge, Peter Reed und Williams an. Diese vier Ruderer wurden 2005 und 2006 Weltmeister, belegten aber 2007 in München nur den vierten Platz. In der Olympiasaison 2008 wurde Partridge durch Tom James ersetzt. In dieser neuen Besetzung gewannen die Briten in Peking knapp die Goldmedaille vor den Australiern. Williams beendete danach seine internationale Ruderkarriere.
Steve Williams hat sein Studium an der Oxford Brookes University mit dem Bachelor in Geschichte und Stadtplanung sowie dem Master in Internationalem Management abgeschlossen.

## Erfolge
- 1998: Platz 6 im Zweier ohne Steuermann (Weltmeisterschaften)
- 1999: Platz 5 im Zweier ohne Steuermann (Weltmeisterschaften)
- 2000: Platz 1 im Vierer mit Steuermann (Weltmeisterschaften)
- 2001: Platz 1 im Vierer ohne Steuermann (Weltmeisterschaften)
- 2002: Platz 2 im Vierer ohne Steuermann (Weltmeisterschaften)
- 2003: Platz 2 im Vierer ohne Steuermann (Weltmeisterschaften)
- 2004: Platz 1 im Vierer ohne Steuermann (Olympische Spiele)
- 2005: Platz 1 im Vierer ohne Steuermann (Weltmeisterschaften)
- 2006: Platz 1 im Vierer ohne Steuermann (Weltmeisterschaften)
- 2007: Platz 4 im Vierer ohne Steuermann (Weltmeisterschaften)
- 2008: Platz 1 im Vierer ohne Steuermann (Olympische Spiele)

## Ehrungen
- 2005: MBE
- 2006: Ehrendoktor von Oxford Brookes
- 2009: OBE